# 춘천시 (1950년 선거구)
춘천시는 대한민국의 옛 국회의원 선거구이다. 당시 강원도 춘천시 지역을 관할했다.

## 역사
1949년 8월, 춘천부가 춘천시로 개칭되었다. 이에 제2대 국회의원 선거를 앞두고 춘천부 선거구가 춘천시 선거구로 개편되었다.
제6대 국회의원 선거를 앞두고 춘성군 선거구와 통합되어 춘천시·춘성군 선거구를 이루게 됨에 따라 폐지되었다.

## 역대 국회의원
| 선거   | 정당 | 정당   | 의원   |
| ------ | ---- | ------ | ------ |
| 1950년 |      | 무소속 | 홍창섭 |
| 1954년 |      | 자유당 | 홍창섭 |
| 1958년 |      | 민주당 | 계광순 |
| 1960년 |      | 민주당 | 계광순 |

## 역대 선거 결과

### 대한민국 제2대 국회의원 선거
|  | 29.30% |

|  | 26.72% |

|  | 24.30% |

|  | 13.72% |

|  | 5.94% |

### 대한민국 제3대 국회의원 선거
|  | 44.56% |

|  | 41.98% |

|  | 13.44% |

### 대한민국 제4대 국회의원 선거
|  | 54.73% |

|  | 45.26% |

### 대한민국 제5대 국회의원 선거
|  | 51.94% |

|  | 28.53% |

|  | 9.11% |

|  | 6.72% |

|  | 3.67% |